# Papo de anjo
Papo de anjo  é uma sobremesa tradicional portuguesa, feita a partir de gemas de ovo batidas, cozidas e depois fervidas em calda de açúcar. 
Tal como os fios de ovos, e outra doçaria tradicional portuguesa com base em gemas de ovo, pensa-se que o papo de anjo terá sido criado por freiras portuguesas por volta dos séculos XIV ou XV. As operações de lavandaria, parte do quotidiano conventual, necessitavam de um grande número de claras de ovo para engomar as vestes e hábitos monacais, gerando um grande excedente de gemas.
De acordo com a maioria das receitas, as gemas devem ser batidas até aumentarem para o dobro do seu volume original. Algumas receitas também usam claras de ovo - uma a duas claras para cada dez gemas - batidas em castelo separadamente, e depois cuidadosamente misturadas com as gemas. A mistura é então colocada em formas de muffins untadas, cerca de meia colher de sopa em cada, e cozida até que estejam firmes, mas ainda sem crosta. Em seguida, são levemente cozidas em calda, que pode ser aromatizada com rum, baunilha ou casca de laranja.